# Chamesson
Chamesson település Franciaországban, Côte-d’Or megyében. Lakosainak száma 241 fő (2022. január 1.). Chamesson Buncey, Aisey-sur-Seine, Ampilly-le-Sec, Coulmier-le-Sec és Nod-sur-Seine községekkel határos.

## Népesség
A település népességének változása:
| Lakosok száma | 446  | 305  | 331  | 296  | 290  | 307  | 268  | 242  | 241  | 241  |
|               | 1968 | 1982 | 1990 | 2006 | 2013 | 2015 | 2017 | 2019 | 2020 | 2022 |